# Нот
Нот в древногръцката митология е бог на южния вятър. Син е на титана Астрей и богинята Еос. Обикновено е изобразяван с брада и крила. Той носи дъждовните облаци и е наричан „бързия“.